# Ait Sebaa Lajrouf
Ait Sebaa Lajrouf  (in arabo أيت السبع لجرف‎?) è un centro abitato e comune rurale del Marocco situato nella provincia di Sefrou, regione di Fès-Meknès. Conta una popolazione di 17 466 abitanti (censimento 2014).